# آیوکاشوو
آیوکاشوو (انگلیسی: Ayukashevo) یک شهرک در شهرستان دیورتیورلینسکی در استان باشقیرستان کشور روسیه است.